# Luigi Pennacchio
Luigi Pennacchio (ur. 1 stycznia 1933 w Temù, zm. 21 marca 2001 w Sondrio) – włoski skoczek narciarski, reprezentant klubu G.S. Fiamme Gialle, uczestnik Zimowych Igrzysk Olimpijskich 1956 i 1960, sześciokrotny medalista mistrzostw Włoch w skokach narciarskich.
Dwukrotnie wystartował w zimowych igrzyskach olimpijskich. W konkursie olimpijskim w Cortinie d’Ampezzo zajął 37. miejsce, a cztery lata później w Squaw Valley był 39.
W latach 1957–1959 startował w konkursach Turnieju Czterech Skoczni. Najwyższe miejsce w karierze zajął 4 stycznia 1959 w Innsbrucku, gdzie był siedemnasty.
Sześciokrotnie stawał na podium mistrzostw krajowych. W 1958 zdobył tytuł mistrza Włoch, w latach: 1953, 1954 i 1959 został wicemistrzem swojego kraju, a w 1960 i 1963 zdobył brązowe medale.

## Osiągnięcia

### Igrzyska olimpijskie
| Igrzyska                | Data           | Skocznia | Konkurs | Skok 1    | Skok 1 | Skok 2    | Skok 2 | Nota łączna | Miejsce | Strata | Zwycięzca        | Źródło |
| Igrzyska                | Data           | Skocznia | Konkurs | Odległość | Nota   | Odległość | Nota   | Nota łączna | Miejsce | Strata | Zwycięzca        | Źródło |
| ----------------------- | -------------- | -------- | ------- | --------- | ------ | --------- | ------ | ----------- | ------- | ------ | ---------------- | ------ |
| 1956, Cortina d’Ampezzo | 5 lutego 1956  | normalna | ind.    | 70,5      | 91,0   | 67,5      | 89,5   | 180,5       | 37.     | 46,5   | Antti Hyvärinen  | [ 5 ]  |
| 1960, Squaw Valley      | 28 lutego 1960 | normalna | ind.    | 70,5      | 78,7   | 72,5      | 92,5   | 171,2       | 39.     | 56,0   | Helmut Recknagel | [ 6 ]  |